# Gau-Bickelheim
Gau-Bickelheim är en kommun och ort i Landkreis Alzey-Worms i förbundslandet Rheinland-Pfalz i Tyskland.
Kommunen ingår i kommunalförbundet Verbandsgemeinde Wöllstein tillsammans med ytterligare sju kommuner.